# Lovisa Charlotta Malm-Reuterholm
Lovisa Charlotta Malm-Reuterholm, född Malm 25 januari 1768 i Strängnäs, död 8 maj 1845 i Stockholm, var en svensk friherrinna, målare och författare, delvis verksam i Finland.
Hon var dotter till majoren Jacob Georgsson Malm och Eleonora Lovisa von Köhnnigstedt samt gifte sig 1797 med hovrättspresidenten friherre Axel Christian Reuterholm. Hon var amatör och målade porträtt, bland annat av maken samt Juliana Vilhelmina Kjerrmansköld. Malm-Reuterholm är representerad i Vasa hovrätts porträttsamling. Hon utgav också en andaktsbok i tre häften mellan 1820 och 1846.     

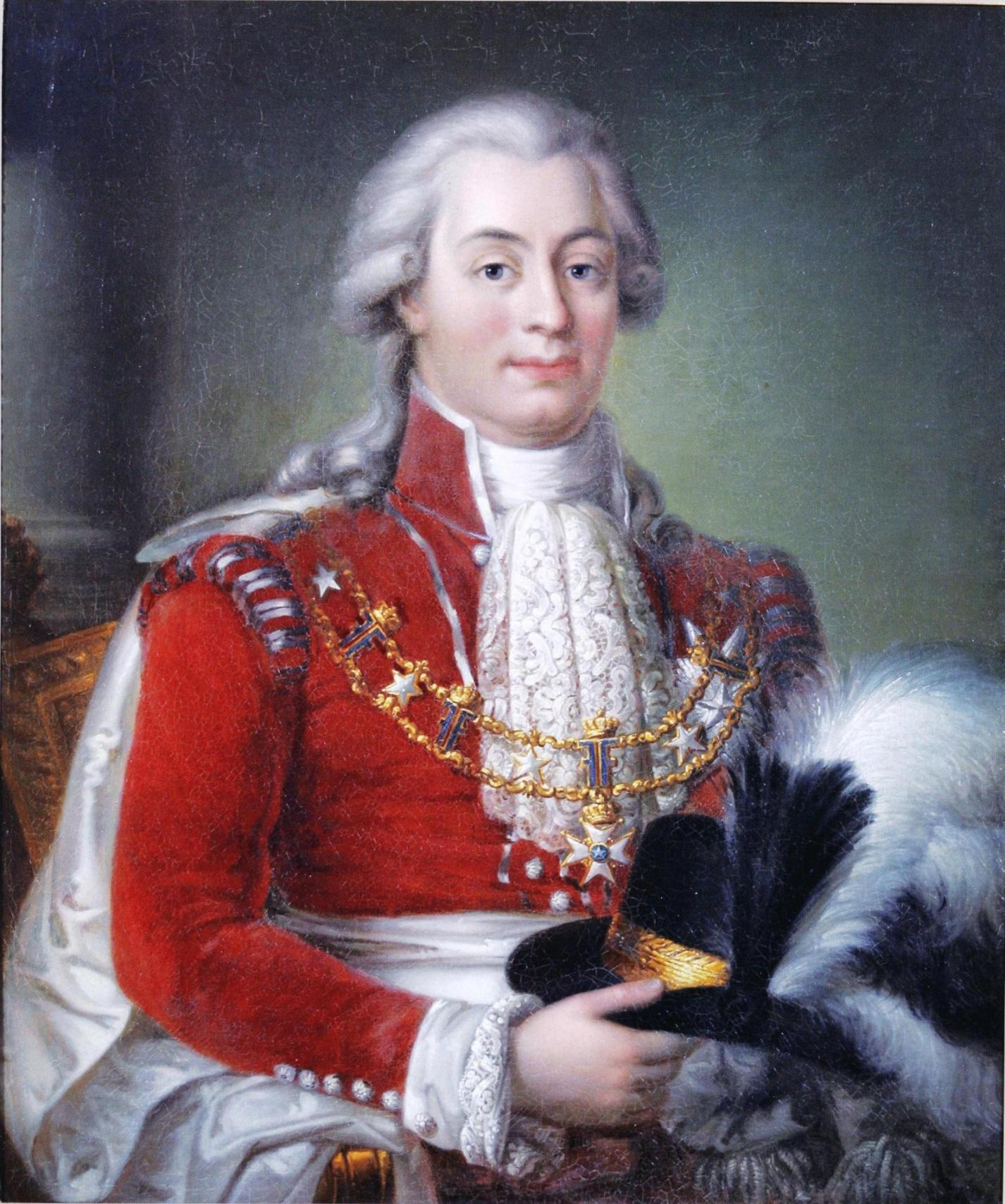
Charlotta Malm-Reuterholms porträtt av maken Axel Christian Reuterholm för Vasa hovrätt.